# كيفن نيفيل
كيفن نيفيل (بالإنجليزية: Kevin Neville)‏ (24 مارس 1968 في أستراليا - ) هو لاعب كريكت أسترالي. لعب مع فريق فكتوريا للكريكت.

## وصلات خارجية
- كيفن نيفيل على موقع إي آس بي آن كريك إنفو (الإنجليزية)